# Special Duties
Special Duties ist eine englische Punk-Band aus Colchester, Essex, die von 1977 bis 1983 existierte und sich 1995 wiedervereinigte.

## Geschichte
Special Duties, die ursprünglich den Namen X-pelled tragen sollte, wurde im Oktober 1977 gegründet. Die erste Single Violent Society erschien erst rund vier Jahre später. Musikalisch und im Auftreten folgten sie den frühen Punk- und Oi!-Bands, zu ihren Vorbildern gehörten The Adverts, The Boys und The Business. Die Band fiel außerdem durch ihre Polemik gegen Crass auf, die sich z. B. in dem Lied Bullshit Crass (1982) äußerte. Nach der Single Punk Rocker (1983) löste sich Special Duties vorübergehend auf.
1995 brachte Captain Oi! Records eine Neuauflage des ursprünglich 1983 erschienen Studioalbums ‘77 in ‘82 heraus und überredete die Band zu einem Auftritt beim Fuck Reading-Festival in der Brixton Academy. Special Duties sind seither wieder regelmäßig aktiv, u. a. 1998 mit einem Konzert im CBGB, das Grundlage eines Livealbums wurde. Die Gruppe trat außerdem als Unterstützer des Fußballklubs Colchester United in Erscheinung.
Im Jahr 2012 verließ Sänger und Mitbegründer Steve Arrogant die Gruppe. Seinen Platz übernahm Steve Duty, ursprünglich Gitarrist und zum Zeitpunkt von Arrogants Ausscheiden Bassist der Special Duties.
Der ehemalige Schlagzeuger Mark Gregory ist heute Mitglied der rechtsgerichteten Band Condemned 84.

## Diskografie (Auswahl)
- 1981: Violent Society (Single)
- 1982: Police State (EP)
- 1982: ‘77 in ‘82 (Studioalbum)
- 1997: ‘77 in ‘97 (Studioalbum)
- 1997: Wembley! Wembley! (CD-Single)
- 1999: Live at CBGB's (Livealbum)
- 2021: 7 Days a Week (Studioalbum)